# Campeonato Nacional de Fútbol 1960
Il Campeonato Nacional de Fútbol 1960 è stata la 2ª edizione della massima serie del campionato di calcio dell'Ecuador, ed è stata vinta dal Barcelona.

## Formula
Dopo una pausa nel biennio 1958-1959, nel 1960 tornò a disputarsi il campionato ecuadoriano; stavolta, il torneo contò otto partecipanti, qualificatisi tramite i primi quattro posti di Campeonato Profesional Interandino e Campeonato Profesional de Guayaquil. Come nell'edizione precedente, le squadre provenienti dalle medesime associazioni non si scontrano.

## Classifica
|                    | Pos. | Squadra         | Pt | G | V | N | P | GF | GS | DR  |
| ------------------ | ---- | --------------- | -- | - | - | - | - | -- | -- | --- |
| Ecuador (bandiera) | 1.   | Barcelona SC    | 13 | 8 | 6 | 1 | 1 | 16 | 4  | +12 |
|                    | 2.   | Emelec          | 11 | 8 | 5 | 1 | 2 | 23 | 17 | +5  |
|                    | 3.   | Patria          | 10 | 8 | 4 | 2 | 2 | 19 | 14 | +5  |
|                    | 4.   | Deportivo Quito | 9  | 8 | 4 | 1 | 3 | 13 | 12 | +1  |
|                    | 4.   | Everest         | 9  | 8 | 4 | 1 | 3 | 15 | 16 | -1  |
|                    | 6.   | LDU Quito       | 5  | 8 | 1 | 3 | 4 | 10 | 15 | -5  |
|                    | 7.   | Macará          | 4  | 8 | 2 | 0 | 6 | 16 | 26 | -10 |
|                    | 8.   | España Quito    | 3  | 8 | 1 | 1 | 6 | 12 | 20 | -8  |

## Verdetti
- Barcelona campione nazionale
- Barcelona in Coppa Libertadores 1961.

## Classifica marcatori
| Gol |  |  | Giocatore      | Squadra      |
| --- |  |  | -------------- | ------------ |
| 8   |  |  | Enrique Cantos | Barcelona SC |
| 6   |  |  | José Aquino    | ?            |
| 6   |  |  | Carlos Cañola  | ?            |
| 6   |  |  | Mario Cordero  | Barcelona SC |